# 张端 (宦官)
张端（1419年—1482年），别号怡春居士，嘉兴平湖人，明代宦官。成化时內官監左监丞、右少监，去世后赠內官監太监。

## 生平
永乐十七年，出生。
宣德九年，选入禁庭。
景泰元年，柬司兵仗。
天顺元年，升奉御。
成化年间，升内官监左监丞、右少监。
成化十八年，去世，享年64岁。

## 亲属
- 张真一（父）
- 舒氏（母）